# Il marchio di fuoco
Il marchio di fuoco (The Branding Iron) è un film muto del 1920 diretto da Reginald Barker. Prodotto dalla Reginald Barker Productions e distribuito dalla Goldwyn Distributing Company, aveva come interpreti Barbara Castleton, James Kirkwood, Russell Simpson, Richard Tucker, Sidney Ainsworth, Gertrude Astor.
La sceneggiatura di J.G. Hawks si basa sul romanzo The Branding Iron di Katharine Newlin Burt pubblicato a New York nel 1919 e uscito a puntate dal gennaio al luglio di quell'anno sull'Everybody's Magazine. Il regista riprese nuovamente la storia nel 1927 per un remake dal titolo Body and Soul con Aileen Pringle, Norman Kerry e Lionel Barrymore.

## Trama
Follemente geloso della moglie, Pierre Landis finisce per marchiarla a fuoco, come fosse una sua proprietà. Joan, la moglie, viene salvata da Prosper Gael, un drammaturgo che, dopo avere sparato a Pierre, porta con sé la donna, nascondendola nel suo ritiro segreto. Mentre Joan è indotta a credere che il marito sia morto, Gael, ispirandosi alla sua drammatica storia, scrive di nascosto un testo teatrale che prende spunto e racconta la sua odissea. Quando, però, Joan scopre di come sia stata usata da Gael, furiosa lo lascia. Qualche anno più tardi, a New York, Joan è tra il pubblico che assiste al lavoro di Gael. In teatro, ormai guarito, vi è anche Pierre. L'uomo, vedendo raccontata la sua storia, si commuove. Pentito, quando vede tra gli spettatori Joan, le chiede perdono per averla fatta tanto soffrire. Lei riconsidera la propria decisione e decide di offrire una nuova possibilità al marito.

## Produzione
Il film fu prodotto dalla Reginald Barker Productions.

## Distribuzione
Il copyright del film, richiesto dalla Goldwyn Pictures Corp., fu registrato il 26 agosto 1920 con il numero LP15481.

Distribuito dalla Goldwyn Distributing Company e presentato da Samuel Goldwyn, il film uscì nelle sale statunitensi nel novembre 1920.

In Italia, fu distribuito nel 1923 dalla Goldwyn con il visto di censura numero 18735. L'approvazione venne concessa alla seguente condizione: Nella parte 3ª attenuare la scena in cui Pietro Landis imprime il marchio a fuoco sul braccio di Giovanni. (indice 1922-1925).
Non si conoscono copie ancora esistenti della pellicola che viene considerata presumibilmente perduta.